# Żądłowski
Żądłowski (Żądołowski) – polski herb szlachecki, według Tadeusza Gajla jest to odmiana herbu Nałęcz, czego nie potwierdza Wiktor Wittyg.

## Opis herbu
Opis z wykorzystaniem zasad blazonowania, zaproponowanych przez Alfreda Znamierowskiego:
W polu czerwonym chusta srebrna, ułożona w koło, związana u dołu, z opuszczonymi końcami, z której wyrastają trzy sercokształtne listki zielone.
Klejnot: Trzy pióra strusie.
Jedyny przekaz historyczny, dotyczący tego herbu, nie zawierał jego barw ani klejnotu. Rekonstrukcja w artykule pochodzi od Tadeusza Gajla, który opierał się na Uzupełnieniach do Księgi Herbowej Rodów Polskich.

## Najwcześniejsze wzmianki
Z 1565 pochodzi wzmianka o Macieju Żądłowskim.

## Herbowni
Herb ten był herbem własnym, więc przysługiwał tylko jednemu rodowi herbownych:
Żądłowski (Żądołowski).